# Население Иордании

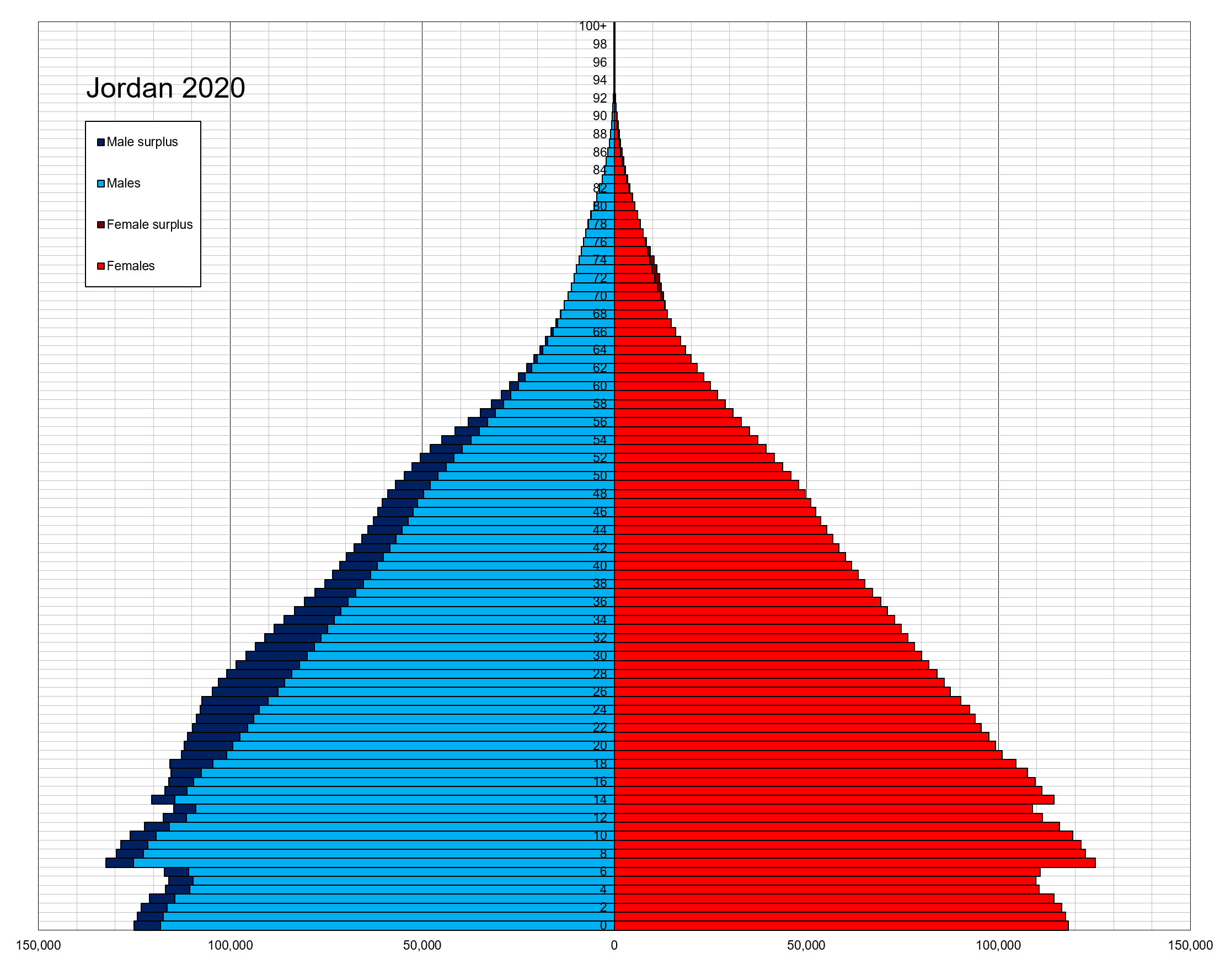
Возрастно-половая пирамида населения Иордании на 2020 год

Рост населения Иордании с 1952 года

| Год            | Население Иордании |
| -------------- | ------------------ |
| 1000 до н. э.  | 1 000 000          |
| 1              | 1 000 000          |
| 500            | 500 000            |
| 1000           | 900 000            |
| 1500           | 500 000            |
| 1800           | 500 000            |
| 1900           | 450 000            |
| 2000           | 4 999 000          |
| 2050 (прогноз) | 12 828 000         |

Около 42 % населения страны составляют иорданские арабы. Около 28 % населения Иордании это выходцы из Палестины, потомки палестинцев, которые после создания государства Израиль и последующих войнах, бежали в Иорданию. Большая часть этих людей, которые имеют право на получение иорданского гражданства, с 1947 года живёт в лагерях беженцев (примерно 300 000 человек в лагере Аль-Бакаа около столицы Амман). После иракской войны и начала гражданской войны в Сирии, Иордания также принимала беженцев из этих стран.
Согласно Справочнику ЦРУ по странам мира население Иордании в июле 2008 года составило 6 198 677 человек. Ежегодный прирост оценивается на 2,338 %.
На 1 миллион человек приходится в среднем 20130 рождений и 2720 смерти.

## Возрастная структура
0-14 лет
32,2 % (муж. 1 017 233; жен. 976 284)
15-64 лет
62,4 % (муж. 2 110 293; жен. 1 840 531)
65 лет и старше
4,1 % (муж. 122 975; жен. 131 361)
Смертность новорождённых составляет на 2008 год 15,57 промиллей.
Ожидаемая продолжительность жизни:
- для всего населения — 78,71 лет
- для женщин — 81,39 лет

В среднем рождается 2,63 ребёнка на женщину.

## Национальный состав
Национальный состав страны
| Народ               | Численность, чел. | Доля от всего населения, % |
| ------------------- | ----------------- | -------------------------- |
| арабы               | 10 654 000        | 95,16 %                    |
| адыги (черкесы)     | 269 000           | 2,40 %                     |
| туркоманы           | 68 000            | 0,61 %                     |
| цыгане (домари)     | 50 000            | 0,45 %                     |
| друзы               | 46 000            | 0,41 %                     |
| британцы            | 14 000            | 0,13 %                     |
| армяне              | 11 000            | 0,10 %                     |
| тагалы (филиппинцы) | 9 800             | 0,088 %                    |
| курды               | 8 200             | 0,073 %                    |
| чеченцы             | 5 700             | 0,051 %                    |
| греки               | 2 200             | 0,020 %                    |
| американцы          | 2 000             | 0,018 %                    |
| другие              | 56 100            | 0,50 %                     |
| всего               | 11 196 000        | 100,00 %                   |

## Религия
Мусульмане (сунниты и исмаилиты) составляют более 96%, христиане — 2%, другие — 2%.

## Образование

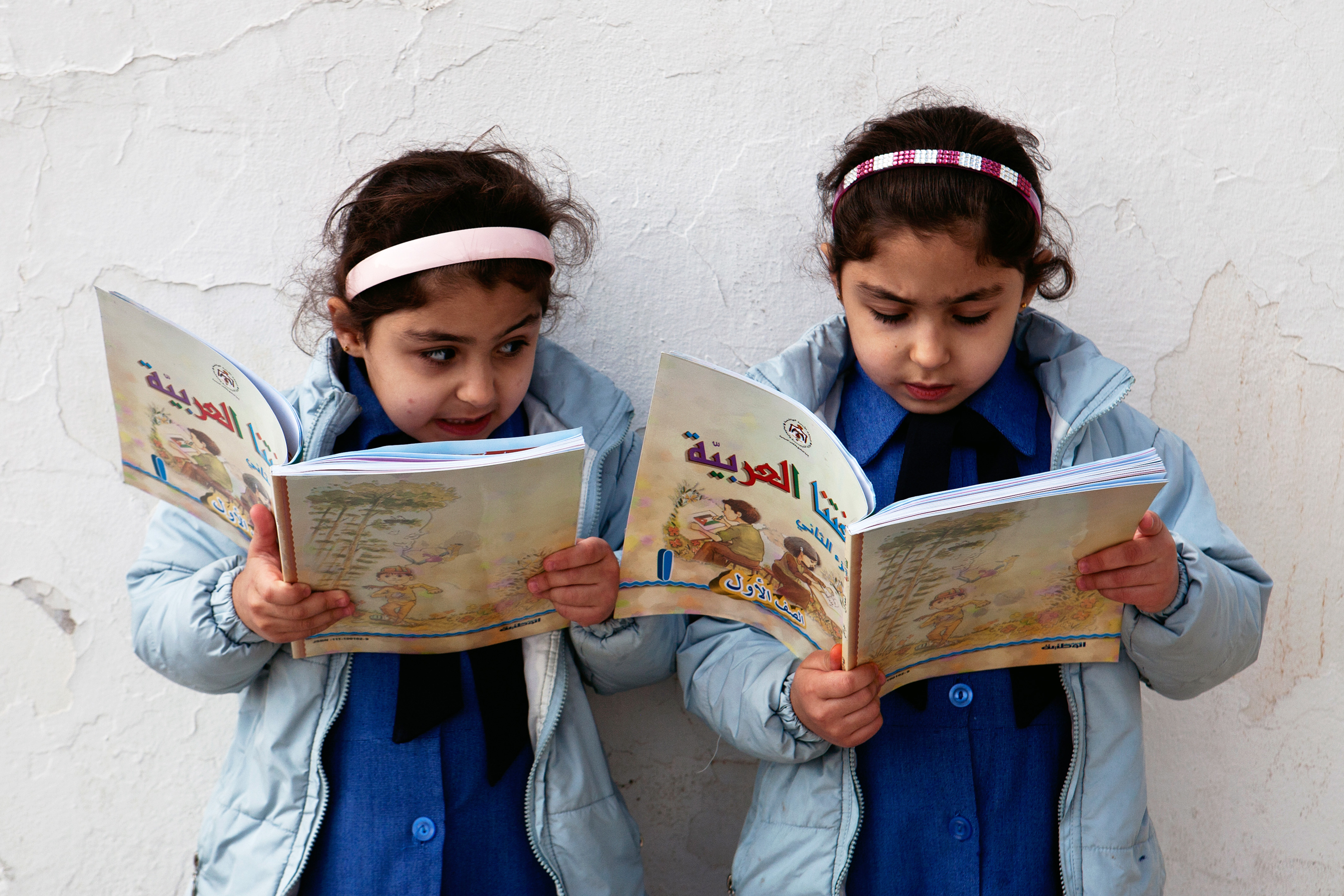
Девочки из Аммана, Иордания

Кроме официального арабского языка многие понимают английский язык. 91,3 % населения старше 15 лет умеет читать и писать, среди мужчин (95,9 %) показатель выше, чем у женщин (86,3 %)

## Города
Легенда карты:
- Столица, более 1 000 000 чел.
- от 100 000 до 500 000 чел.
- от 50 000 до 100 000 чел.
- от 20 000 до 50 000 чел.